# Wiederspergové

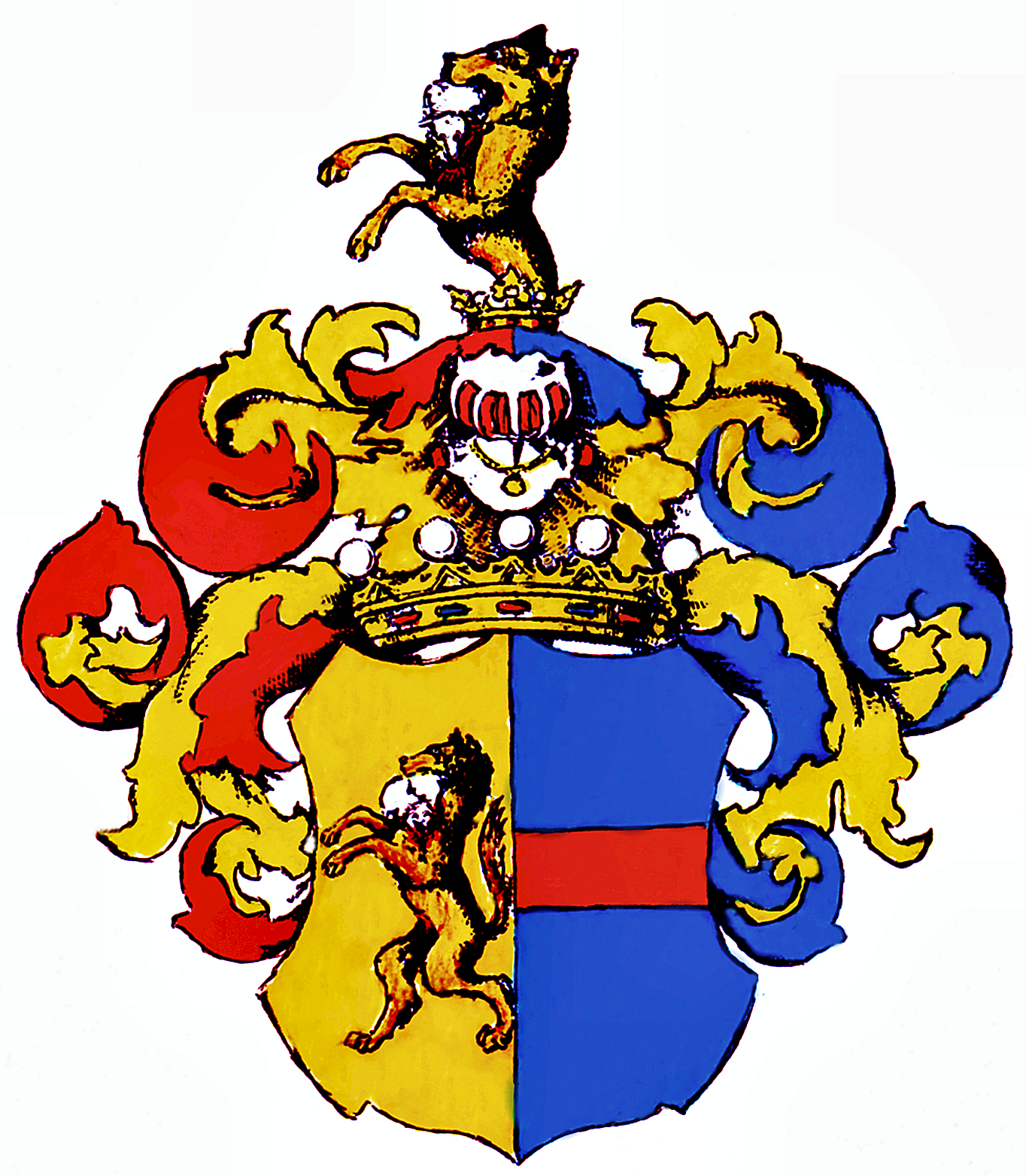
Znak svobodných pánů Wiederspergů z Wiederspergu

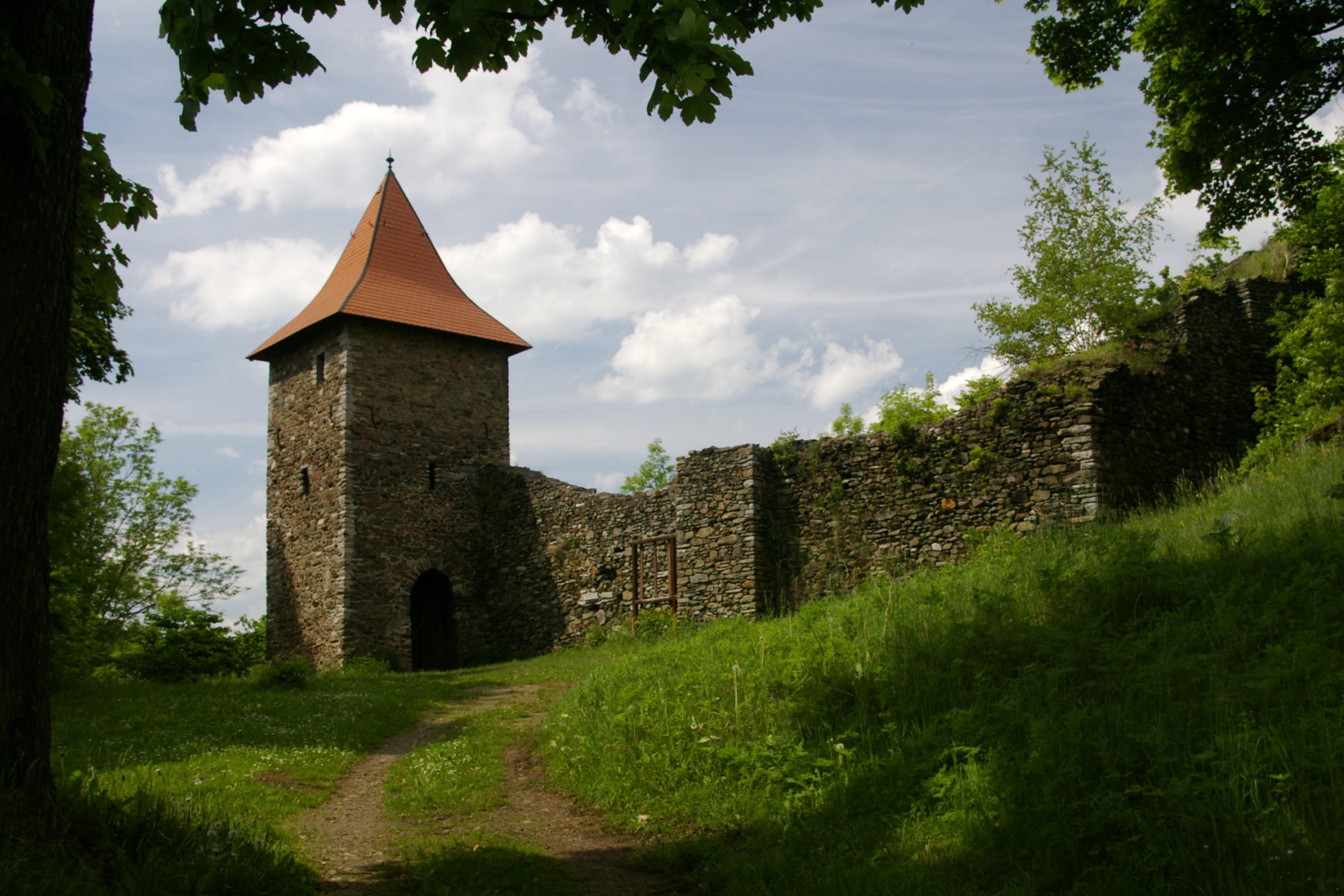
Ruina hradu Wiedersberg ve Vogtlandu

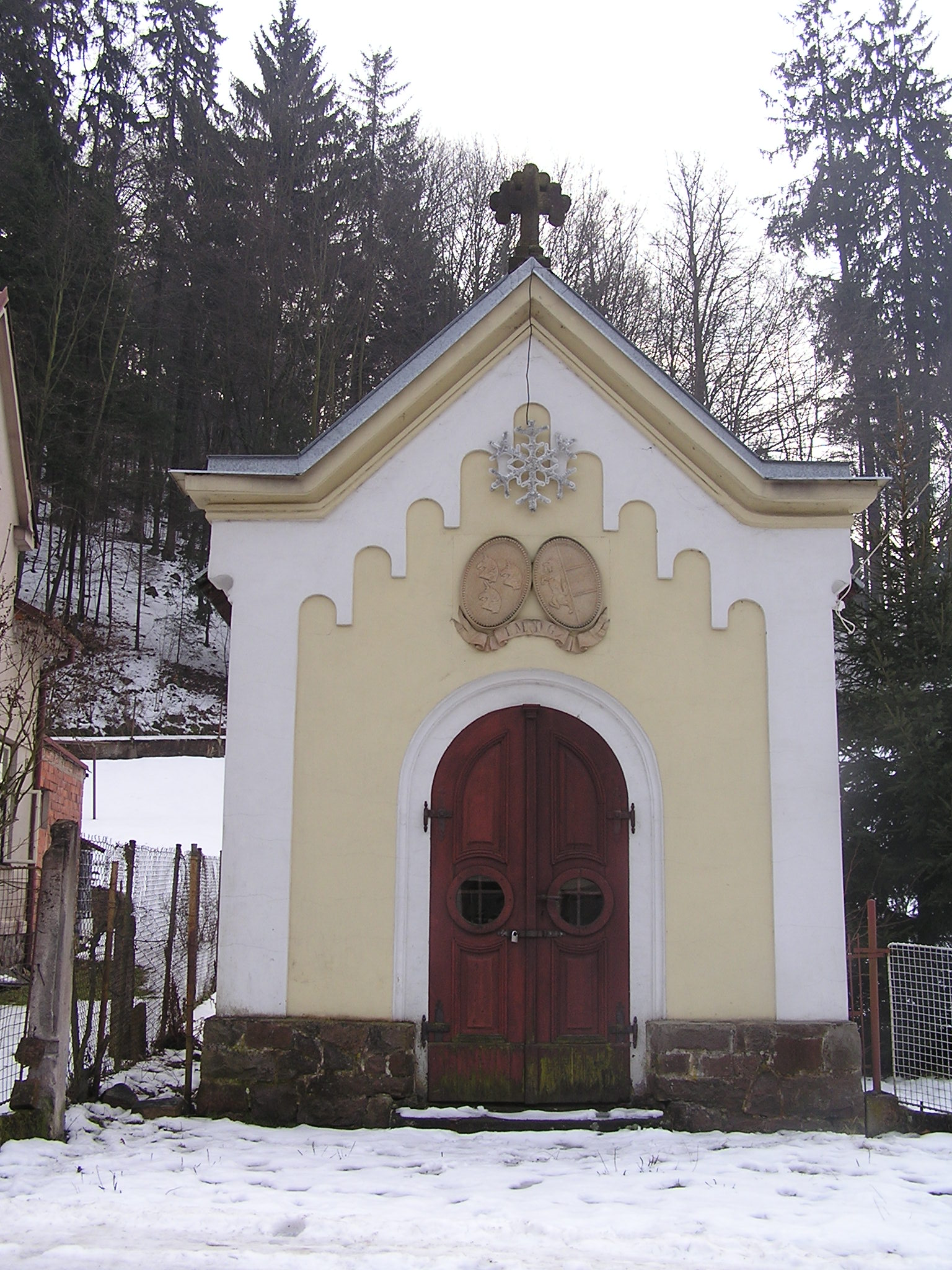
Kaplička v Liticích nad Orlicí s aliančním erbem Wiederspergů

Svobodní pánové Wiederspergové z Wiederspergu jsou dosud žijící, původem prastarý německý šlechtický rod.

## Sídla
Jeho počátky sahají do 12. století. Od roku 1117 sídlili na hradě Wiederspergu v saském Vogtlandu poblíž dnešního Ašského výběžku. v 15. století se přestěhovali do Čech, kde byli nejdříve povýšeni mezi české a později mezi rakouské svobodné pány. Sídlili na zámcích v obcích Plandry, Medlešice u Chrudimi, Vodice u Tábora či Trpísty. Většinou byli velkostatkáři či vojáky. O své majetky v Čechách přišli v roce 1945.

## Známí představitelé rodu
- Vincenc Wiedersperger z Wiederspergu (4.2.1759; † 15.12.1815), c. a k. komoří a apelační rada v Praze, manželka Josefa svobodná paní von Eben.
- Václav Karel Wiedersperg z Wiederspergu, manželka Johanna Nepomucena z Aehrenthalu,[1] s níž vyženil zámek Trpísty
- Ludmila Wiederspergerová z Wiederspergu, manželka Jindřicha Janowského z Janowicz
- Adéla Parish-Wiedersperg, manželka Oskara Parishe
- Johann Wiedersperg, kanovník v Olomouci a opat u sv. Jindřicha v Maďarsku
- Gustav Wiedersperger rytíř z Wiederspergu (*10.3. 1839 Vodice u Tábora, † 8.5 1898 Vídeň), lékař,[2]
- Ferdinand Wiedersperger rytíř z Wiederspergu (*1860 Praha, † 1941 Teplice-Šanov) voják, velitel artilerie

## Erb
Jejich znakem byl polcený štít, v pravém poli vlk ve skoku s jehnětem v tlamě na zlatém poli, v levém poli červené břevno na modrém poli.